# Castraz
Castraz es un municipio y localidad española de la provincia de Salamanca, en la comunidad autónoma de Castilla y León. Se integra dentro de la comarca de Ciudad Rodrigo y la subcomarca del Campo de Yeltes, que forma parte de la inmensa llanura del Campo Charro.
Su término municipal está formado por las localidades de Castraz, El Cuarto, Pedraza de Yeltes y Sepúlveda, y cuenta con una población de 34 habitantes (INE 2024).

## Historia

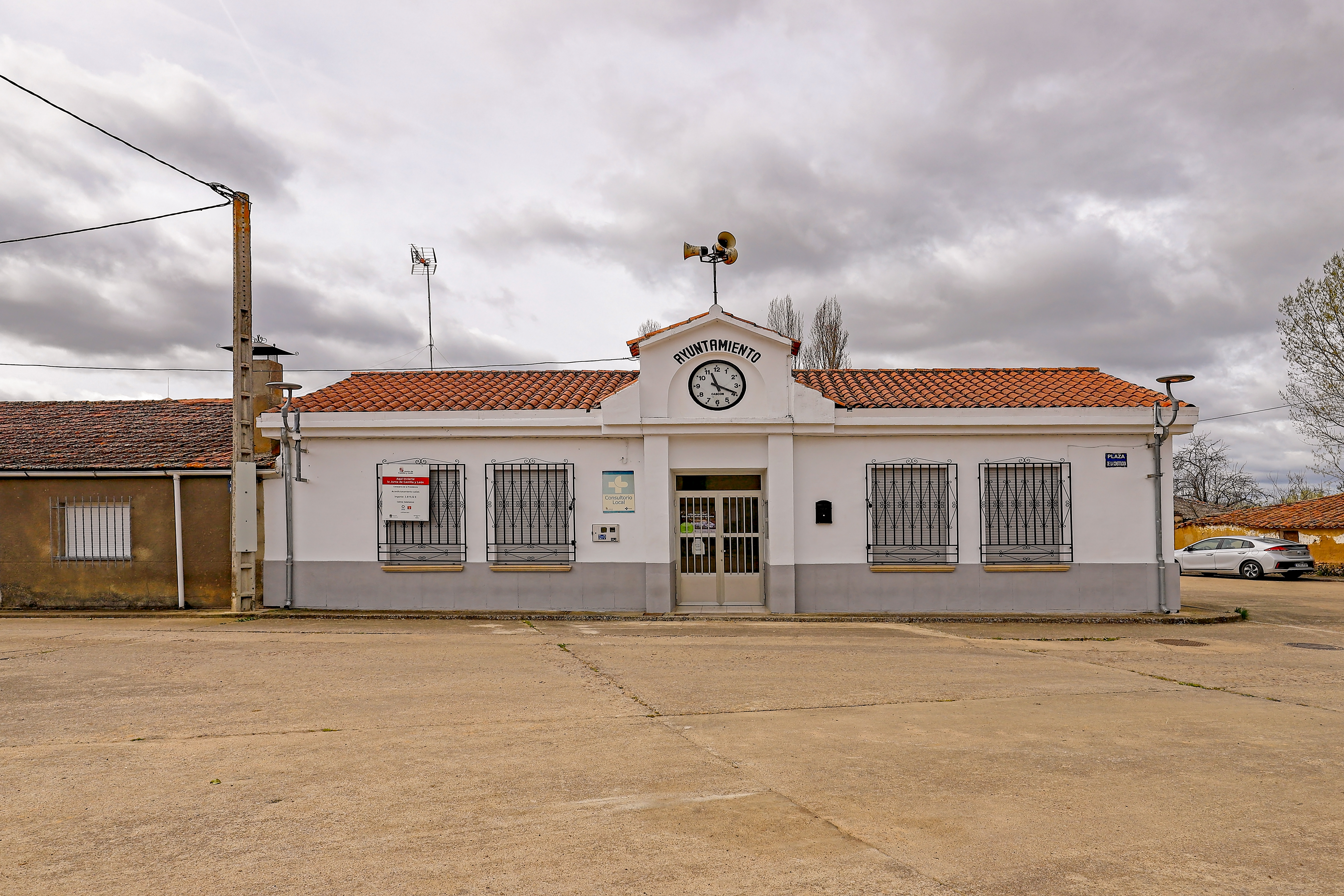
Casa consistorial

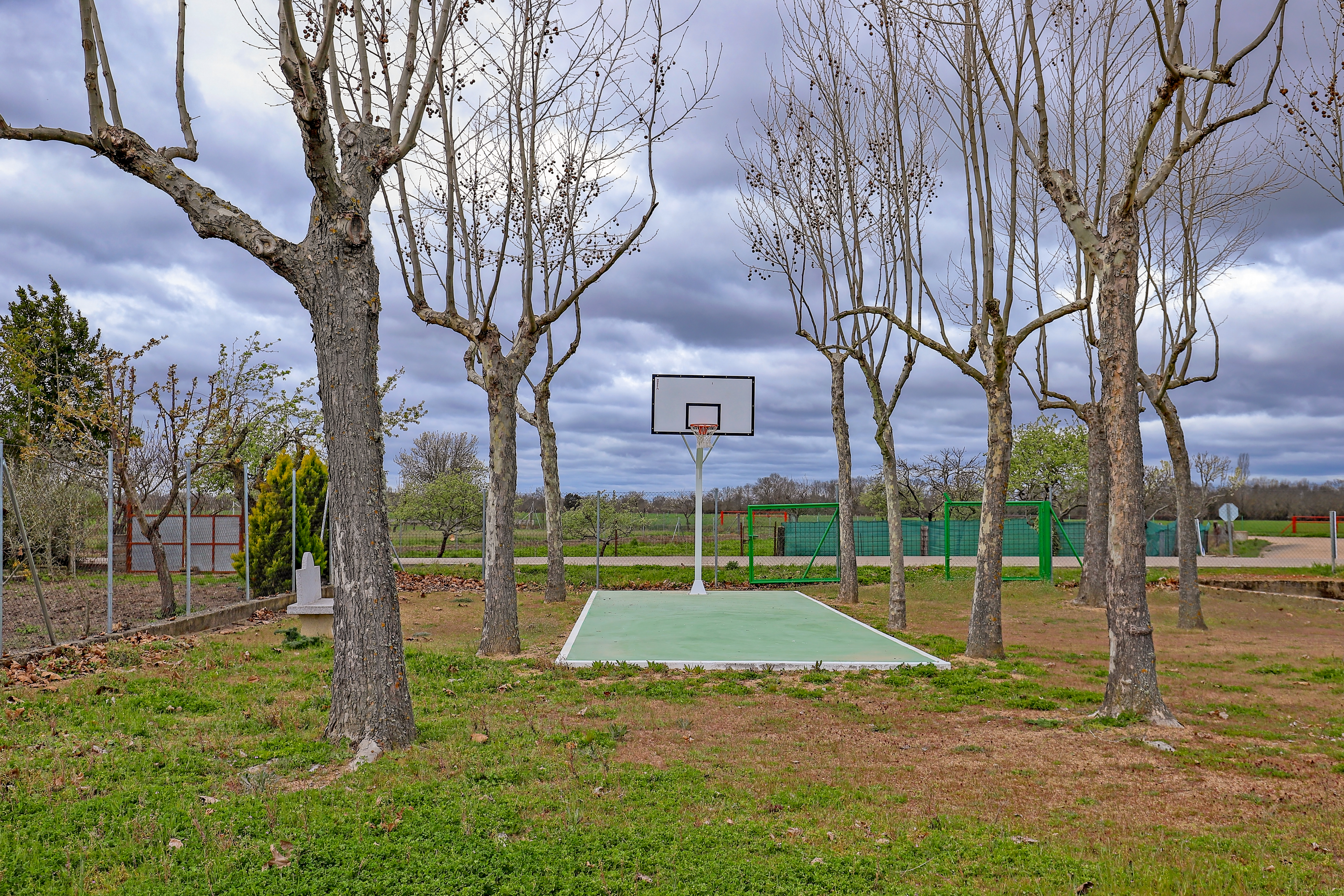
Parque y pistas deportivas

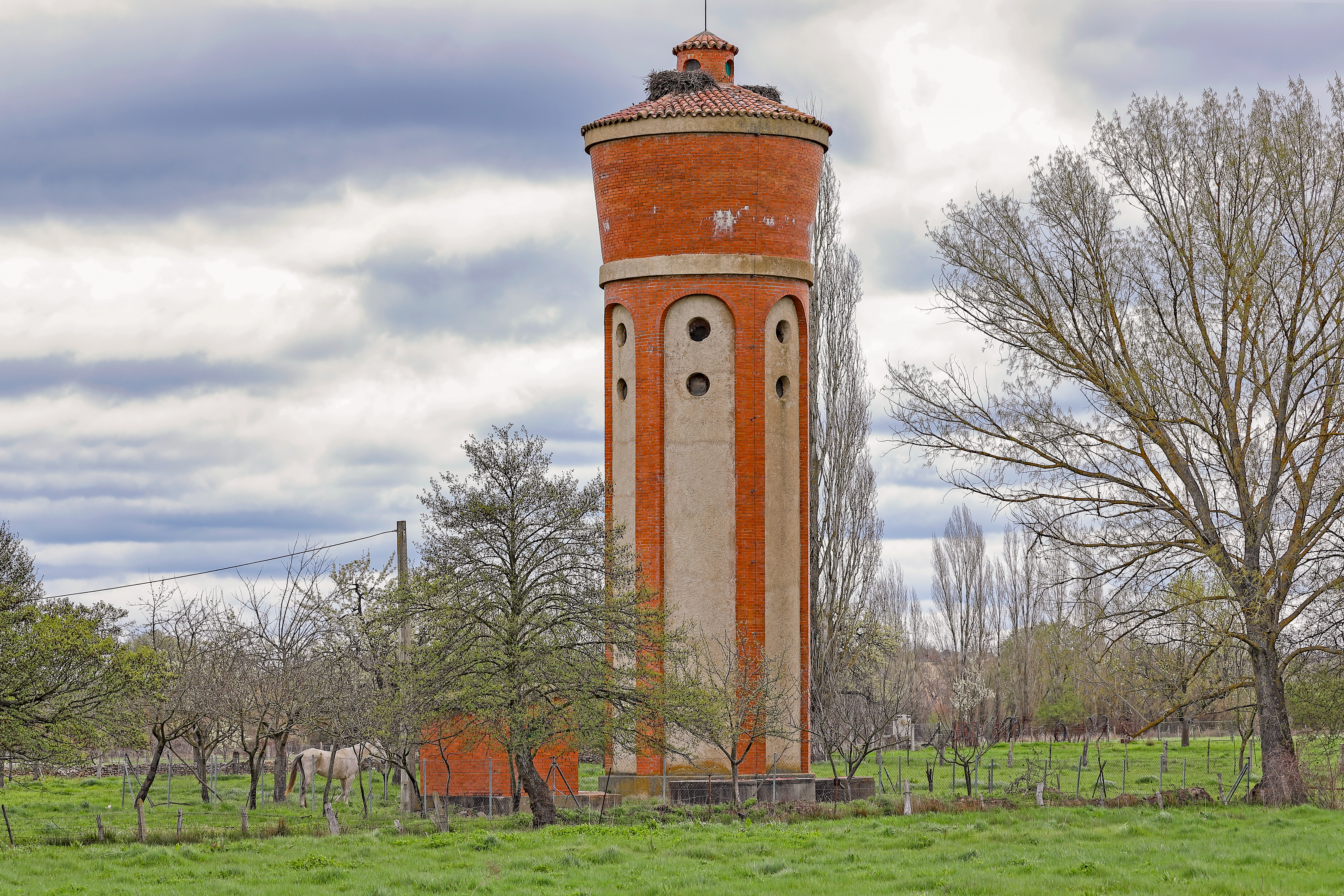
Depósito de agua

La existencia en el término de Castraz del dolmen de Sepúlveda, donde se encontraron objetos de adorno, evidencia la existencia de presencia humana en el municipio desde la Prehistoria. No obstante, la fundación de Castraz, Sepúlveda y Pedraza como localidades se remonta a la repoblación efectuada por los reyes de León en la Edad Media, quedando encuadrados en el Campo de Yeltes de la diócesis de Ciudad Rodrigo tras la creación de la misma por parte del rey Fernando II de León en el siglo XII, haciéndolo en el caso de Sepúlveda de Yeltes como territorio de señorío, teniendo en la Edad Media Castraz ya la actual denominación. Con la creación de las actuales provincias en 1833, el municipio de Castraz quedó encuadrado en la provincia de Salamanca, dentro de la Región Leonesa.

## Demografía
Castraz cuenta con una población de 34 habitantes (INE 2024).
| Gráfica de evolución demográfica de Castraz entre 1842 y 2021                                                       |
| |
| Población de derecho según los censos de población del INE Población de hecho según los censos de población del INE |

Según el Instituto Nacional de Estadística, Castraz tenía, a 31 de diciembre de 2018, una población total de 42 habitantes, de los cuales 27 eran hombres y 15 mujeres. Respecto al año 2000, el censo refleja 61 habitantes, de los cuales 36 eran hombres y 25 mujeres. Por lo tanto, la pérdida de población en el municipio para el periodo 2000-2018 ha sido de 19 habitantes, un 31% de descenso.
El municipio se divide en cuatro núcleos de población. De los 42 habitantes que poseía el municipio en 2018, todos se censaban en Castraz. Sepúlveda, Pedraza de Yeltes y Cuarto de Doña María Luisa se consideran despoblados.

## Administración y política
| Partido político                         | 2023  | 2023  | 2023       | 2019  | 2019  | 2019       | 2015  | 2015  | 2015       | 2011  | 2011  | 2011       | 2007  | 2007  | 2007       | 2003  | 2003  | 2003       |
| Partido político                         | %     | Votos | Concejales | %     | Votos | Concejales | %     | Votos | Concejales | %     | Votos | Concejales | %     | Votos | Concejales | %     | Votos | Concejales |
| Partido Popular (PP)                     | 54,29 | 19    | 2          | 82,76 | 24    | 2          | 77,14 | 27    | 3          | 88,89 | 32    | 3          | 73,47 | 36    | 1          | 87,27 | 48    | 1          |
| Partido Socialista Obrero Español (PSOE) | 42,86 | 15    | 1          | 13,79 | 4     | 1          | 20,00 | 7     | 0          | 5,56  | 2     | 0          | 16,33 | 8     | 0          | 10,91 | 6     | 0          |

## Patrimonio
- Iglesia de San Juan Bautista (Castraz).
- Ermita templaria de la Virgen de la Vega (Sepúlveda de Yeltes).
- Iglesia de Sepúlveda de Yeltes.
- Torre de Pedraza de Yeltes.
- Ermita de Pedraza de Yeltes.
- Antigua escuela de Castraz.